# 箱田暁史
箱田 暁史（はこだ あきふみ、1979年〈昭和54年〉4月18日 - ）は、日本の俳優である。

## 人物
- 福岡県出身[1]。
- 西南学院大学[2]文学部国際文化学科[要出典]卒業、文学座附属演劇研究所卒業[1][2]。
- 以前はプロダクション・タンクに所属していた。
- 2024年12月現在、所属事務所は地球儀[1]、劇団てがみ座に所属している[2]。

## 出演

### テレビドラマ
- 水曜ドラマ バンビ～ノ！ 第1話（2007年4月18日、日本テレビ系）[3]
- 土曜ドラマ ザ・クイズショウ 第2シーズン 第2話（2009年4月25日、日本テレビ系）[4]
- 東海テレビ昼ドラマ インディゴの夜 エピソード8（2010年2月22日 - 3月1日、フジテレビ系） - ユタカ出版社員 役
- わが家の歴史 第一夜（2010年4月9日、フジテレビ系）[5]
- 木曜劇場 医龍-Team Medical Dragon-3 KARTE:04（2010年11月4日、フジテレビ系）[6]
- 月曜ゴールデン 伝説の監察医 オニグマの事件簿（2012年3月5日、TBSテレビ系）[7]
- プレミアムドラマ すぐ死ぬんだから（2020年8月23日 - 9月20日、NHK BSプレミアム） - 拓也 役
- 連続テレビ小説 らんまん 第4週「ササユリ」・第5週「キツネノカミソリ」（2023年4月24日 - 5月5日、NHK）[8] - 酒井南津男 役[1]
- 日曜劇場 海に眠るダイヤモンド 第2話（2024年11月3日、TBSテレビ系） - 角田夫妻・夫 役[1]

### テレビ番組
- ゴッドタン 第8回 私の落とし方発表会（2020年12月13日、テレビ東京）

### CF
- リクルートコスモス

### 舞台
- わが町
- 女の一生
- アニマル・ファーム
- カメラ・オブ・スキュラー
- ストリートファミリー
- スパイものがたり
- 鏡と涙と伊右衛門と〜新・四谷怪談〜
- かくれんぼ
- サヌカイト〜カンカン石の詩〜
- 戸惑いの午后の惨事
- 夜の滝-a night falls-（GUCCI&BOCCI、演出：高橋征男、2008年11月11日 - 11月16日、イワト劇場）[9]
- べつのほしにいくまえに（劇団趣向、作：オノマリコ、演出：扇田拓也、2024年5月23日 - 26日、神奈川県立青少年センター）[10]
- ヘッダ・ガブラー（ハツビロコウ #17、作：ヘンリック・イプセン、上演台本・演出：松本光生、2024年9月10日 - 15日、シアター711）[11]
- The Work（wonder×works、作・演出：八鍬健之介、2025年7月18日 - 27日、シアター風姿花伝） ※全公演中止[12]